# Félix Ignacio de Tejada
Félix Ignacio de Tejada y Suárez de Lara (Arévalo, Ávila, 29 de julio de 1735 - Madrid, 20 de febrero de 1817) fue un marino y militar español y XIII Capitán General de la Real Armada Española.
Fue comendador de la Orden de Santiago, caballero gran cruz de la Orden de Carlos III y caballero gran cruz de la Orden de San Hermenegildo.

## Biografía
Nació en el seno de una noble y acomodada familia, y fue bautizado en la iglesia de Santa María la Mayor del castillo de la villa de Arévalo en agosto de 1735. Su padre fue Lorenzo de Tejada y Porras, señor de Santa Cruz de Rodezno, Andino y Andinillo, natural de Santo Domingo de la Calzada (La Rioja), y su madre fue Josefa María Suárez de Lara y Melgosa, natural de Olmedo (Valladolid). Su abuelo paterno, Lorenzo Tejada Vallejo y Duque de Estrada, fue señor del Río Tirón, y regidor permanente y alguacil mayor en Santo Domingo de la Calzada. Su abuelo materno, José Suárez de Lara y Bracamonte Zúñiga, fue regidor perpetuo de Olmedo y señor de las villas de Olmedo y Torralba.
Sentó plaza de guardiamarina en la Compañía del Departamento de Cádiz el 7 de abril de 1753, y navegó en dieciséis cruceros de corso entre 1755 y 1766, año en que fue ascendido a teniente de fragata. En 1764, estando embarcado en el jabeque Cuervo, fue encargado de pegar fuego a un pingue argelino de 22 cañones, logrando abordarle y destruirle, a pesar del fuego que desde el castillo y el buque se le hacía. Mandando la goleta San José, en 1765 ayudó a rendir una escampavía tunecina, así como otra argelina y una barca catalana.
Siguió sus cruceros por las costas de Berbería, mandando la goleta Brillante y llevando a sus órdenes a las San Francisco, San Antonio y San Carlos, apresando a un jabeque argelino de seis cañones en  1766. Hizo la Expedición contra Argel de 1775 como segundo comandante del navío de línea San Rafael, de 80 cañones, distinguiéndose en el ataque que dicho buque llevó a cabo en unión del navío Diligente (74) contra el castillo del río Xarache, tomando parte en la protección del reembarco de las tropas. 
De regreso al arsenal de Cartagena, tomó el mando del jabeque Gamo, con el que siguió haciendo el corso por el Mediterráneo, al mando de una división formada por su buque y los de su misma clase Pilar, San Luis y Garzota, más otros cuatro pequeños menorquines, así como las fragatas Carmen y Lucía. Con estas fuerzas rindió a dos jabeques argelinos de 24 y 26 cañones, y un paquebote portugués, presa de aquellos. Destruyó las baterías que los moros habían montado para hostilizar desde tierra la plaza de Melilla, y represó una fragata mercante barcelonesa que estaba bajo el fuego de las baterías de Argel. 
Por sus méritos, le fue concedida la encomienda de Villafranca en la Orden de Santiago, de la que ya era caballero profeso. 
En 1778 tomó el mando del navío Real Fénix y después del San Jenaro, ambos de la escuadra del general Luis de Córdova, que en unión de la francesa del conde de D’Orvilliers operó en el canal de la Mancha, apresando al navío inglés Arden, de 74 cañones. Formó parte asimismo de las fuerzas que bloquearon Gibraltar, protegió el ataque de las baterías flotantes e intervino en la batalla del cabo Espartel contra la escuadra británica del almirante Howe. 
Ascendido a jefe de escuadra el 3 de mayo de 1782, fue nombrado inspector general de la Marina en Madrid, y como tal, consejero del Supremo de la Guerra. Pasó una inspección por los arsenales y los partes que dio permitieron llevar a cabo grandes reformas que aumentaron la eficacia de la Armada. En 1789 mandó una escuadra de evoluciones que operó en el Mediterráneo. 
El 3 de noviembre de 1796 fue nombrado capitán general del departamento de Ferrol. Durante su mando tomó importantes medidas de defensa, y en gran parte se debe a ellas el haber podido rechazar el ataque británico del año 1800. 
Al sobrevenir el alzamiento nacional del día dos de mayo y con él dar comienzo a la Guerra de la Independencia Española, Tejada contribuyó monetariamente, dando 3.000 onzas de plata labrada, de su propiedad, para atenciones de la Junta de Galicia. 
La Junta Central le promovió a la más alta dignidad de la Real Armada, el título-grado de Capitán General, confiriéndole el cargo de director de la misma. Como su cargo le obligaba, permaneció en la ciudad de Sevilla. Debido al empuje de los franceses se desplazó con la Junta a Cádiz, permaneciendo en este baluarte a pesar de los duros ataques que sufrió dicha plaza. 
En 1815 fue nombrado ministro del Almirantazgo al crearse éste, y seguidamente decano y jefe de la jurisdicción de marina en la Corte.